# U 463
U 463 war ein deutsches U-Boot vom Typ XIV, das im Zweiten Weltkrieg von der deutschen Kriegsmarine eingesetzt wurde. Als Versorgungs-U-Boot war es nicht zum Angriff auf Feindschiffe vorgesehen und versenkte keine Schiffe. Am 16. Mai 1943 wurde es von einem britischen Flugzeug versenkt, wobei alle 56 Mann an Bord umkamen.

## Technische Daten
Als Boot der U-Boot-Klasse XIV, offiziell Typ XIV genannt, war U 463 eine Modifikation des Typs IX D und wurde entworfen, um andere deutsche U-Boote während des Zweiten Weltkrieges mit Treibstoff, Lebensmitteln und Munition zu versorgen. Bisweilen wurden auch Besatzungsmitglieder ausgewechselt. Der Spitzname der Boote dieser Klasse war „Milchkuh“ oder auch „Seekuh“. U 463 konnte selbst keine Torpedos abschießen. Es trug lediglich Flugabwehrgeschütze zur Verteidigung gegen Luftangriffe. Stattdessen war unterschiedlichste Unterstützung für die zu versorgenden Front-U-Boote vorgesehen. So verfügte U 463 über eine kleine Maschinenwerkstatt mit zahlreichen Ersatzteilen, um Reparaturen auf hoher See auszuführen. Zudem waren umfangreiche Kühlräume für Frischproviant und eine bordeigene Bäckerei vorhanden. Im Gegensatz zu den kleineren U-Booten vom Typ VII war auch ein Arzt an Bord. Am Turm trug U 463 die Zeichnung eines Pelikan, der seinen Jungen über einen Trichter Nahrung zuführt.

## Bau, Indienststellung und Kommandant
Der Auftrag für das Boot wurde am 15. August 1940 an die Deutsche Werke AG in Kiel vergeben. Alle zehn Boote dieses Typs wurden bei dieser Werft gebaut. Die Kiellegung erfolgte am 8. März 1941 und der Stapellauf fand am 20. Dezember 1941 statt. Die Indienststellung unter Korvettenkapitän Leo Wolfbauer erfolgte schließlich am 2. April 1942.
Der 1895 in Pernegg an der Mur geborene Österreicher Wolfbauer hatte im Jahr 1913 die Marineakademie Fiume absolviert und im Ersten Weltkrieg als U-Bootoffizier gedient.  Nach dem Anschluss Österreichs an das Großdeutsche Reich trat er, wie viele der k.u.k Marineoffiziere, in die Kriegsmarine ein. Wolfbauer unterstand ab 1940 der 24. U-Flottille. Das Kommando auf U 463 war sein erstes Bordkommando seit 1918. Für ein Kommando auf einem der Kampf-U-Boote wurde er als zu alt eingeschätzt. Für die schwerfälligen Versorgungs-U-Boote wurden hingegen reife Kommandanten bevorzugt, während dem Nachwuchs eher die Unannehmlichkeiten der kleineren Kampf-U-Boote zugemutet wurden. Am 1. April 1942 wurde Wolfbauer zum Korvettenkapitän ernannt.

## Einsätze
U 463 war von April bis Juli 1942 bei der 4. Ausbildungs-Flottille in Stettin stationiert.

### Erste Versorgungsfahrt
Am 11. Juli 1942 lief das U-Boot von Kiel zu seiner ersten Versorgungsfahrt im Atlantik aus. Dabei wurden westlich der Azoren zahlreiche U-Boote mit Brennstoff versorgt, darunter am 3. August 1942 U 564, das zu einer ereignisreichen Unternehmung in die Karibik unterwegs war sowie U 129, das von einer langen Unternehmung im Westatlantik heimkehrte. Am 7. August wurde U 154 und am 12. August 1942 U 217 versorgt. Am 3. September 1942 lief U 463 in Saint-Nazaire ein und war zunächst der 10. U-Flottille unterstellt, einer Frontflottille, der in diesem Zeitraum alle „Milchkühe“ angehörten.
Mit einer Dauer von 55 Tagen auf See war die erste auch die längste Versorgungsfahrt von U 463.

### Zweite Versorgungsfahrt
Die zweite Versorgungsfahrt führte U 463 am 28. September 1942 von Saint-Nazaire aus in den Nordatlantik. Nach der Versorgung mehrerer Front-U-Boote, etwa U 69, wurde am 11. November 1942 Brest angelaufen. U 463 war fortan, wie alle „Milchkühe“, der 12. U-Flottille unterstellt, die am 15. Oktober 1942 neu aufgestellt worden war.

### Dritte Versorgungsfahrt
Von Brest lief U 463 am 6. Dezember 1942 zu seiner dritten Versorgungsfahrt aus, die diesmal bis in den Zentralatlantik südwestlich der Azoren führte. Am 20. Dezember 1942 wurde U 91 mit Trinkwasser versorgt. Am 22. Dezember 1942 wurde U 92 mit Proviant versorgt. Am 12. Januar 1943 traf U 463 mit U 109 zusammen, um es mit 14,6 m³ Brennstoff zu versorgen. Am 26. Januar 1943 lief das U-Boot wieder in Saint-Nazaire ein.

### Vierte Versorgungsfahrt
Die vierte Versorgungsfahrt startete am 4. März 1943 und führte in den Nordatlantik. Am 19. März 1943 wurde U 89 mit 23 m³ Brennstoff und Proviant versorgt. Am 17. April 1943 erreicht U 463 Bordeaux, den Stützpunkt der 12. U-Flottille. Von hier aus verlegte das Boot im Mai nach Le Verdon.

### Fünfte Versorgungsfahrt
Am 10. Mai 1943 lief U 463 schließlich von Le Verdon zu seiner letzten Unternehmung aus, die in den Nordatlantik führte und von der das U-Boot nicht mehr zurückkehrte.

## Verbleib
Am 16. Mai 1943 wurde U 463 um 18:20 Uhr von einer Handley Page Halifax des 58. Geschwaders der Royal Air Force auf der Position 48° 28′ N, 10° 20′ W bei Überwasserfahrt gesichtet.
Als eine wesentliche Ursache für die Entdeckung wird die erfolgreiche amerikanische Entzifferung des von den U-Booten benutzten Schlüsselnetzes „Triton“ angesehen, das zur Verschlüsselung des Funkverkehrs mit dem BdU benutzt wurde. Ab April 1943 waren hierzu im U.S. Naval Computing Machine Laboratory mehr als 120 speziell entwickelte Desch-Bombes gefertigt worden, die gegen die von der Kriegsmarine verwendete Enigma-M4 gerichtet waren.
Auf U 463 bemerkte man das Flugzeug und Kommandant Wolfbauer ließ unverzüglich abtauchen. Mehrere Wasserbomben der Halifax trafen in und um den Wirbel, den das U-Boot im Wasser hinterließ. Kurz darauf erschienen Trümmer und Öllachen auf der Wasseroberfläche. Alle 56 Besatzungsmitglieder einschließlich des Kommandanten von U 463 kamen bei der Versenkung ums Leben.
Lange Zeit wurde davon ausgegangen, dass U 463 bereits am 15. Mai südwestlich der Scilly-Inseln versenkt worden sei. Diesem Angriff der Halifax „M“ des 58. RAF-Geschwaders war allerdings, so gilt inzwischen als gesichert, U 266 zum Opfer gefallen.